# SHOX2
SHOX2 (англ. Short stature homeobox 2) – білок, який кодується однойменним геном, розташованим у людей на короткому плечі 3-ї хромосоми.  Довжина поліпептидного ланцюга білка становить 331 амінокислот, а молекулярна маса — 34 953.
| 10         |  | 20         |  | 30         |  | 40         |  | 50         |
| ---------- |  | ---------- |  | ---------- |  | ---------- |  | ---------- |
| MEELTAFVSK |  | SFDQKVKEKK |  | EAITYREVLE |  | SGPLRGAKEP |  | TGCTEAGRDD |
| RSSPAVRAAG |  | GGGGGGGGGG |  | GGGGGGGVGG |  | GGAGGGAGGG |  | RSPVRELDMG |
| AAERSREPGS |  | PRLTEVSPEL |  | KDRKEDAKGM |  | EDEGQTKIKQ |  | RRSRTNFTLE |
| QLNELERLFD |  | ETHYPDAFMR |  | EELSQRLGLS |  | EARVQVWFQN |  | RRAKCRKQEN |
| QLHKGVLIGA |  | ASQFEACRVA |  | PYVNVGALRM |  | PFQQDSHCNV |  | TPLSFQVQAQ |
| LQLDSAVAHA |  | HHHLHPHLAA |  | HAPYMMFPAP |  | PFGLPLATLA |  | ADSASAASVV |
| AAAAAAKTTS |  | KNSSIADLRL |  | KAKKHAAALG |  | L          |  |            |

A: Аланін

C: Цистеїн

D: Аспарагінова кислота

E: Глутамінова кислота

F: Фенілаланін

G: Гліцин

H: Гістидин

I: Ізолейцин

K: Лізин

L: Лейцин

M: Метіонін

N: Аспарагін

P: Пролін

Q: Глутамін

R: Аргінін

S: Серин

T: Треонін

V: Валін

W: Триптофан

Кодований геном білок за функцією належить до білків розвитку. 
Задіяний у такому біологічному процесі як альтернативний сплайсинг. 
Білок має сайт для зв'язування з ДНК. 
Локалізований у ядрі.